# نیدوویرالس
نیدوویروس‌سانان یا نیدوویرال‌ها (به لاتین: Nidovirales)، یک راسته از آران‌ای ویروس‌های دارای پوشش است که مهره‌داران و بی‌مهرگان را آلوده می‌کند. موجودات زندهٔ میزبان ویروس‌های این راسته شامل پستانداران، پرندگان، خزندگان، دوزیستان، ماهی‌ها، بندپایان، نرم‌تنان و کرم‌های انگل هستند. راستهٔ نیدوویرال‌ها شامل خانواده‌های ویروسی کروناویریده، آرتری‌ویریده، رونی‌ویریده و مزونی‌ویریده است.
ویروس‌های عضو این راسته، دارای یک پوشش ویروسی و یک آران‌ای با سوی مثبت و تک‌رشته‌ای هستند که کلاهک‌گذاری '۵ و پلی‌آدنیله شده‌اند. نیدوویروس‌ها از واژهٔ لاتین nidus به معنی لانه نام‌گذاری شده‌اند.

## ویروس‌شناسی

### ساختار

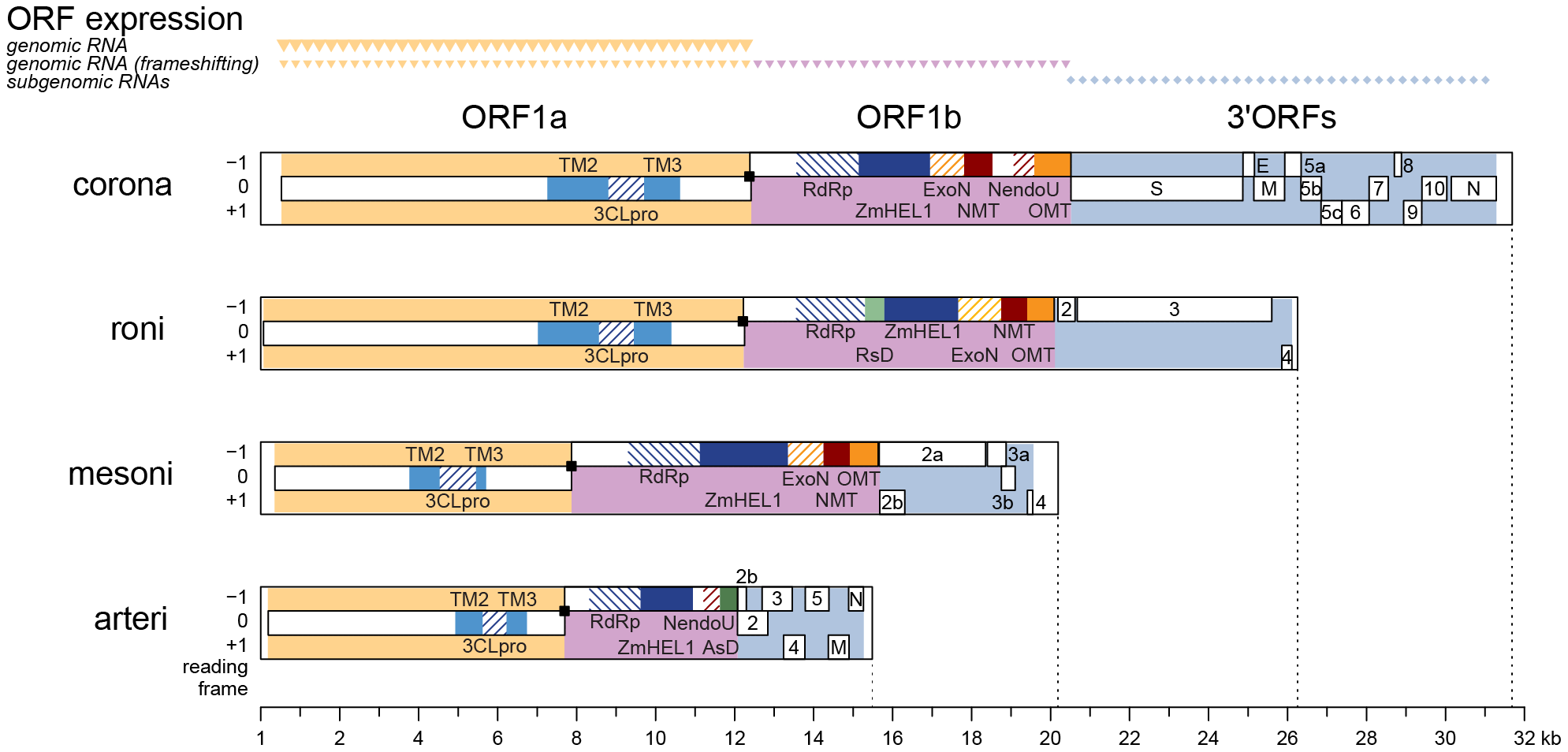
مقایسه ژنوم و پروتئوم خانواده‌های مختلف نیدوویرال‌ها

این ویروس‌ها دارای یک پوشش ویروسی و یک ژنوم آران‌ای تک‌رشته با سوی مثبت هستند که پلی آدنیله شده‌است. این ویروس‌ها، پروتئین‌های ساختاری را به‌طور جدا از پروتئین‌های غیرساختاری بیان می‌کنند.
ویروس‌های این راسته، یک پروتئیناز اصلی و بین یک تا سه پروتئیناز اضافی را که عمدتاً در بیان ژن رپلیکاز دخیل هستند رمزگذاری می‌کنند. این پروتئینازها همچنین مسئول فعال یا غیرفعال کردن پروتئین‌های خاص در زمان مناسب در چرخه حیات ویروس هستند و از این طریق، اطمینان حاصل می‌شود که تکثیر ویروسی در زمان مناسب رخ می‌دهد.

## فیلوژنتیک

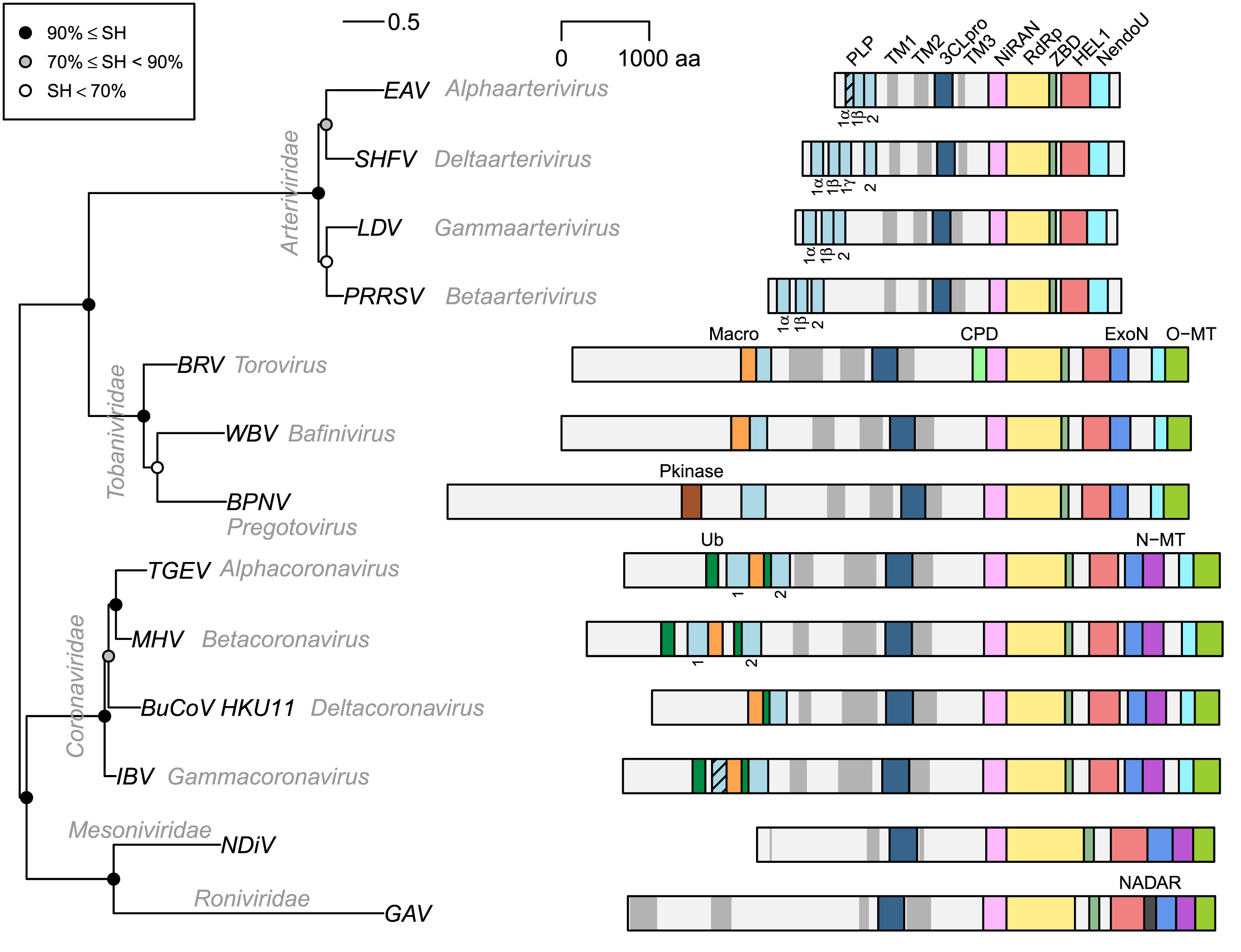
فیلوژنی و سازمان‌دهی دامنه pp1ab نیدوویروس‌های منتخب

خانواده‌های ویروسی زیرمجموعهٔ نیدوویرال‌ها را می‌توان بر اساس اندازهٔ ژنوم در دو کلاد قرار داد. خانواده‌های با ژنوم بزرگ (۲۶٫۳–۳۱٫۷ کیلو باز) که شامل کروناویریده و رونی‌ویریده هستند، نیدوویرال‌های بزرگ و خانواده‌های با ژنوم کوچک، نیدوویرال‌های کوچک هستند.
نیدوویرال‌ها به‌طور کلی و به‌عنوان یک گروه، دارای بزرگ‌ترین ژنوم در میان آران‌ای ویروس‌ها هستند. نیدوویروس سلول‌های ترشحی پلاناریا (PSCNV) دارای بزرگ‌ترین ژنوم آران‌ای قطعه قطعه‌نشدهٔ شناخته شده با اندازه ۴۱٫۱ کیلوباز است. میزبان این ویروس، کرم پهن پلاناریا است.

## طبقه‌بندی
زیرراسته‌ها و خانواده‌های نیدویروس‌ها شامل موارد زیر هستند. (پسوند virineae نشان‌دهندهٔ زیرراسته‌ها و پسوند viridae خانواده‌های ویروسی را نشان می‌دهد):

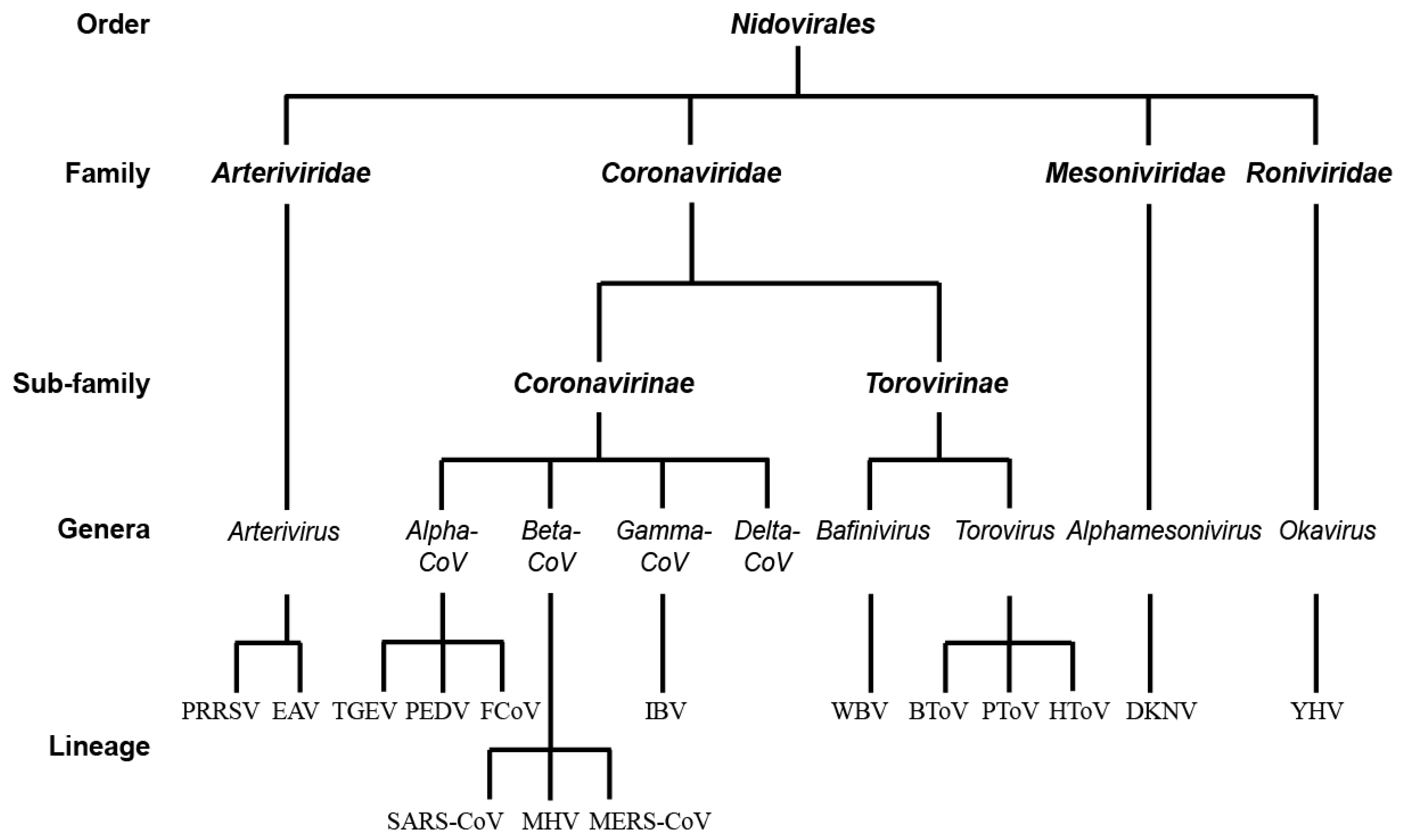
درخت طبقه‌بندی راسته نیدوویرال‌ها

- Abnidovirineae 
  - Abyssoviridae
- Arnidovirineae
  - Arteriviridae
  - Cremegaviridae
  - Gresnaviridae
  - Olifoviridae
- کورنیدوویرینه
  - کروناویریده
- Mesnidovirineae
  - Medioniviridae
  - Mesoniviridae
- Monidovirineae
  - Mononiviridae
- Nanidovirinae
  - Nanghoshaviridae
  - Nanhypoviridae
- Ronidovirineae
  - Euroniviridae
  - Roniviridae
- Tornidovirineae
  - Tobaniviridae